# Myriam Moscona
Myriam Moscona(מירים מוסקונה) est une journaliste, traductrice, romancière et poète mexicaine, d'expression castillane et ladino. Elle est d'origine familiale bulgare séfarade et est née à Mexico, en 1955) 

## Biographie
Myriam Moscona est la fille de Juifs séfarades nés en Bulgarie. Ils ont émigré au Mexique en 1948, fuyant la situation et les ravages causés par la Seconde Guerre mondiale, alors qu'ils ne parlaient pas espagnol. Malgré leur méconnaissance de la langue, ses parents ont décidé de partir au Mexique en suivant l'exemple d'un cousin venu dans ce pays avant le conflit. En chemin, en 1948, l'avion a dû s'arrêter aux Bahamas pour que sa mère donne naissance à son frère aîné. Elle est née à Mexico en 1955. Ses parents parlaient bulgare entre eux, et sa grand-mère ladino, si bien qu'elle et sa mère ont appris l'espagnol ensemble. « La cuisine de ma maison était comme les Nations unies : on faisait du mole poblano et on préparait des feuilles de vigne » explique-t-elle, précisant : « je suis allée dans une école juive et j'ai appris à parler hébreu ». Son père meurt alors qu'elle n'a que huit ans. Dès lors, c'est sa mère, précédemment chanteuse d'opéra en Bulgarie, qui subvient aux besoins de la famille.
Elle devient responsable de plusieurs chroniques de journaux, tant dans des quotidiens que dans des magazines spécialisés. Elle est également animatrice du programme d'actualités culturelles sur une chaîne de télévision publique mexicaine,dans les années 1990, et responsable d'un programme radiophonique de l'Instituto Nacional de Bellas Artes.
Elle se consacre également à l'écriture. Son premier recueil de poèmes est Último jardín. Ce recueil est organisé en différents groupes de poèmes, ou « jardins ». Le recueil s'ouvre par une porte d'entrée, «Puerta de entrada», et présente ensuite différents «jardins» dans lesquels des images poétiques s'épanouissent à partir des vers : jardin en transe, jardin du premier-né, jardin de l'absent, ..., ultime jardin. Les trois poèmes en entrée sont remplis d'images érotiques du corps féminin. Avec Los Visitantes [ Les Visiteurs ], elle se voit décerner le prix de poésie d'Aguascalientes (Premio Bellas Artes de Poesía Aguascalientes) 1988. Dans ces vers, l'auteur met en avant son passé familial et aborde les thèmes de l'exil et des femmes. Un autre de ses recueils, publié et réédité au Mexique en 2000 et 2006, Negro marfil [Noir d'ivoire] est republié aux États-Unis en version bilingue par la maison d'édition Les Figues Press (en) en 2011, une maison d'édition  de Los Angeles, en Californie. Ce recueil bilingue reçoit le prix Harold Morton Landon Translation en 2012, décerné par l'Academy of American Poets pour la traduction de Jen Hofer (en) (l'ouvrage propose également un essai de Jen Hofer sur cette œuvre et sa traduction).
Figurant dans plus de quarante anthologies au Mexique et ailleurs, la poésie de Myriam Moscona a été traduite en anglais, portugais, français, italien, bulgare, russe, allemand, hébreu, suédois, néerlandais et arabe.
Myriam Moscona a été distinguée au Mexique pour sa poésie mais aussi pour ses œuvres de fiction, recevant, également en 2012, le Premio Xavier Villaurrutia . Son roman Tela de sevoya, incluant des fragments en judéo-espagnol ou  ladino, a été écrit en partie grâce à une bourse de la Fondation Solomon R. Guggenheim, qui lui a financé un voyage en Bulgarie pour découvrir la maison où vivaient ses parents. Cette langue, le judéo-espagnol ou ladino, est une langue (en cours de disparition) pratiquée par les descendants des Juifs expulsés d'Espagne à la fin du XVe siècle qui ont constitué des communautés dans différentes contrées dont le territoire bulgare. Elle est essentiellement composée d'espagnol du XVe siècle, de quelques mots d'hébreu, et d'autres mots provenant des différentes contrées d'accueil. Mais c'est aussi l'espagnol parlé par les premiers arrivants de ce pays ibérique sur le continent américain.
Myriam Moscona a traduit également des œuvres de poésie, notamment de Kenneth Rexroth et de William Carlos Williams, et écrit des notices biographiques de poètes mexicains.

## Œuvre
- Último jardín (1983)
- Las visitantes (1989, Premio Nacional de Poesía de Aguascalientes)
- Las preguntas de Natalia (1992)
- El árbol de los nombres (1992)
- De frente y de perfil: Semblanzas de poetas (1994)
- Vísperas (1996)
- Negro marfil (2000, 2006)
- El que nada (2006)
- En la superficie azul (2008)
- De par en par (2009)
- Tela de Sevoya (2012)

## Citations
« Rectas son las curvas de Moebius

En torcedumbre y doloridos

Con esas cintas nos krearon »
— Myriam Moscona, La Cinta de Mœbius

« Les courbes de Moebius sont droites
Dans la torsion et la douleur
Nous avons été créés avec ces rubans »
— La Cinta de Mœbius